# Анте Рожич
Анте Рожич (хорв. Anté Rozić, нар. 8 березня 1986, Бенкстаун) — австралійський та хорватський футболіст, захисник.

## Ігрова кар'єра
Народився 8 березня 1986 року в австралійському місті Бенкстаун в родині футболіста збірної Югославії Ведрана Рожича, який тоді грав в Австралії.
1996 року сім'я повертається до Хорватії, де Анте потрапляє до академії «Хайдука» (Спліт). Не пробившись до основної команди «Хайдука», Анте на правах оренди виступає за хорватські клуби «Мосор», «Цибалія», «Задар» та «Трогір», після чого підписує з останнім клубом повноцінний контракт.
25 січня 2009 року підписав контракт з французьким «Седаном», що виступав у Лізі 2, де виступав до літа 2010 року, після чого перейшов в польську «Арку». В Екстракласі дебютував 11 вересня в матчі проти «Відзева» (Лодзь) (1:1). Всього протягом сезону зіграв у 22 матчах чемпіонату, після чого перебрався до Австралії в клуб «Голд-Кост Юнайтед», підписавши контракт на один рік.
29 вересня 2012 року на правах вільного агента підписав однорічний контракт з запорізьким «Металургом», ставши першим австралійцем в чемпіонатах України. В Прем'єр-лізі дебютував 21 жовтня в матчі проти полтавської «Ворскли», який завершився розгромом запорожців 0:5. Незабаром тренер команди Віталій Кварцяний, який і запрошував футболіста, покинув свій пост, після чого в грудні контракт футболіста був розірваний за обопільною згодою сторін.
У березні 2013 року Рожич підписав контракт з тайською командою «Супханбурі»

## Виступи за збірні
Незважаючи на те, що Рожич народився в Австралії, він вирішив виступати за  свою історичну батьківщину. З 2002 по 2005 рік Анте грав за юнацькі збірні Хорватії різних вікових категорій (U-16, U-17 та U-19). 2006 року Рожич зіграв один матч за молодіжну збірну Хорватії (U-20).